# Mick Campbell
Pour les articles homonymes, voir Campbell et Michael Campbell.
Mick Campbell est un surfeur professionnel australien né le 10 mai 1974 à Port Macquarie, Nouvelle-Galles du Sud.

## Biographie
Il débute dans le championnat du monde de surf en 2001 et finit "Rookie of the year" et réalise ses meilleurs classements en 2002 et2004 en finissant second du championnat.

## Carrière
- 1998 : 2e du championnat du monde ASP World Tour

### Victoires
- 2000 Bluetorch Pro, Huntington Beach, Californie (ASP World Tour)
- 1997 Buondi Pro, Praia Grande, Brésil (ASP World Tour)

### WCT
- 2008 : 30e (repêché suite forfait des frères Irons)
- 2007 : 17e
- 2006 : Absent
- 2005 : Absent
- 2004 : 34e
- 2003 : 29e
- 2002 : 22e
- 2001 : 31e
- 2000 :   8e - 1 Victoire
- 1999 :   5e
- 1998 :   2e
- 1997 : 10e - 1 Victoire

### Sa saison 2009 ASP World Tour
2009 est sa 11e année dans l'ASP World Tour
| Date                      | Compétition                   | place | points |
| ------------------------- | ----------------------------- | ----- | ------ |
| 28 février-11 mars        | Quiksilver Pro                | 33    | 225    |
| 7 avril-19 avril          | Rip Curl Pro Surf             | 17    | 410    |
| 9 mai-20 mai              | Billabong Pro Teahupoo        | 3     | 972    |
| 27 juin-5 juillet         | Hang Loose Santa Catarina Pro | 9     | 600    |
| 9 juillet-19 juillet      | Billabong Pro Jeffreys        | 9     | 600    |
| 11 septembre-20 septembre | Boost Mobile Pro of Surf      |       |        |
| 23 septembre-4 octobre    | Quiksilver Pro France         |       |        |
| 5 octobre-17 octobre      | Billabong Pro                 |       |        |
| 19 octobre-28 octobre     | Rip Curl Pro Search           |       |        |
| 8 décembre-20 décembre    | Billabong Pipeline Masters    |       |        |
|                           | classement provisoire         | 13    | 2711   |

Actuellement en position de requalifié pour 2010